# 加古川市立東神吉南小学校
加古川市立東神吉南小学校（かこがわしりつ ひがしかんきみなみしょうがっこう）は、兵庫県加古川市東神吉町にある加古川市立小学校である。

## 沿革

### 経緯
加古川市立東神吉南小学校は、加古川市立東神吉小学校の児童数増加により、同校から分離、創設された。校地の造成時に当地で砂部遺跡の発掘調査が行われた。

### 年表
- 1984年4月1日 - 加古川市立東神吉南小学校として現在地に創立
  - 6月1日 - 開校記念式典を挙行
  - 8月4日 - 校旗完成
- 1988年2月18日 - ひょうご花と緑のコンクールにおいて優秀賞受賞
- 1989年12月1日 -  読書感想文コンクールにおいて優秀校受賞
- 1990年3月7日 - 兵庫県警察本部より安全委員会が受賞
- 1992年10月30日 - 「健康で明るい加古川っ子」  育成推進校に指定される
- 1993年10月27日 -  創立10周年記念式典挙行   アスレチック施設および平均台等遊具施設完成
- 1995年12月25日 -  GPS観測局を運動場北東に設置
- 1997年4月9日 - 同和教育研究推進校の指定(1998年度まで）
- 1999年10月3日 - 加古川市小学校陸上記録大会400メートルリレー優勝
- 2000年6月4日 - 加古川市陸上競技選手権大会400メートルリレー優勝
- 2001年4月1日 - 肢体不自由学級が開設される
- 2002年1月12日 - 加古川市駅伝競走大会女子の部優勝
- 2003年6月1日 - 創立20周年記念式典挙行
- 2008年4月1日 - 肢体不自由学級が開設される
- 2011年4月4日 - 情緒障害学級が開設される
- 2012年4月1日 - 知的障害学級が開設される
- 2013年4月1日 - 難聴学級開設が開設される
- 2013年10月26日 - 創立30周年記念式典挙行

## 教育方針

### めざす東神吉っ子像
自ら考えやり抜く子を育てる

## 児童会活動・クラブ活動など
陸上クラブなどが活動している

## 通学区域
加古川市東神吉町のうち、
- 砂部、出河原の全域
- 神吉のうち、神吉中学校より南西の団地群（神吉南、新神吉、ベルタウン）
- 西井ノ口のうち、嵯峨宝殿団地及びJR山陽本線より南の区域を除く全域

及び、加古川市米田町船頭のうち、県営住宅周辺の一部区域（県営住宅を除く）

## 進学先中学校
校区全域が加古川市立神吉中学校の校区となる。

## 交通
- JR西日本山陽本線宝殿駅より徒歩23分

## 著名な出身者
- 船江恒平（将棋棋士）

## 通学区域が隣接している学校
- 加古川市立東神吉小学校
- 加古川市立西神吉小学校
- 加古川市立川西小学校
- 加古川市立氷丘小学校